# Rendez-vous spatial

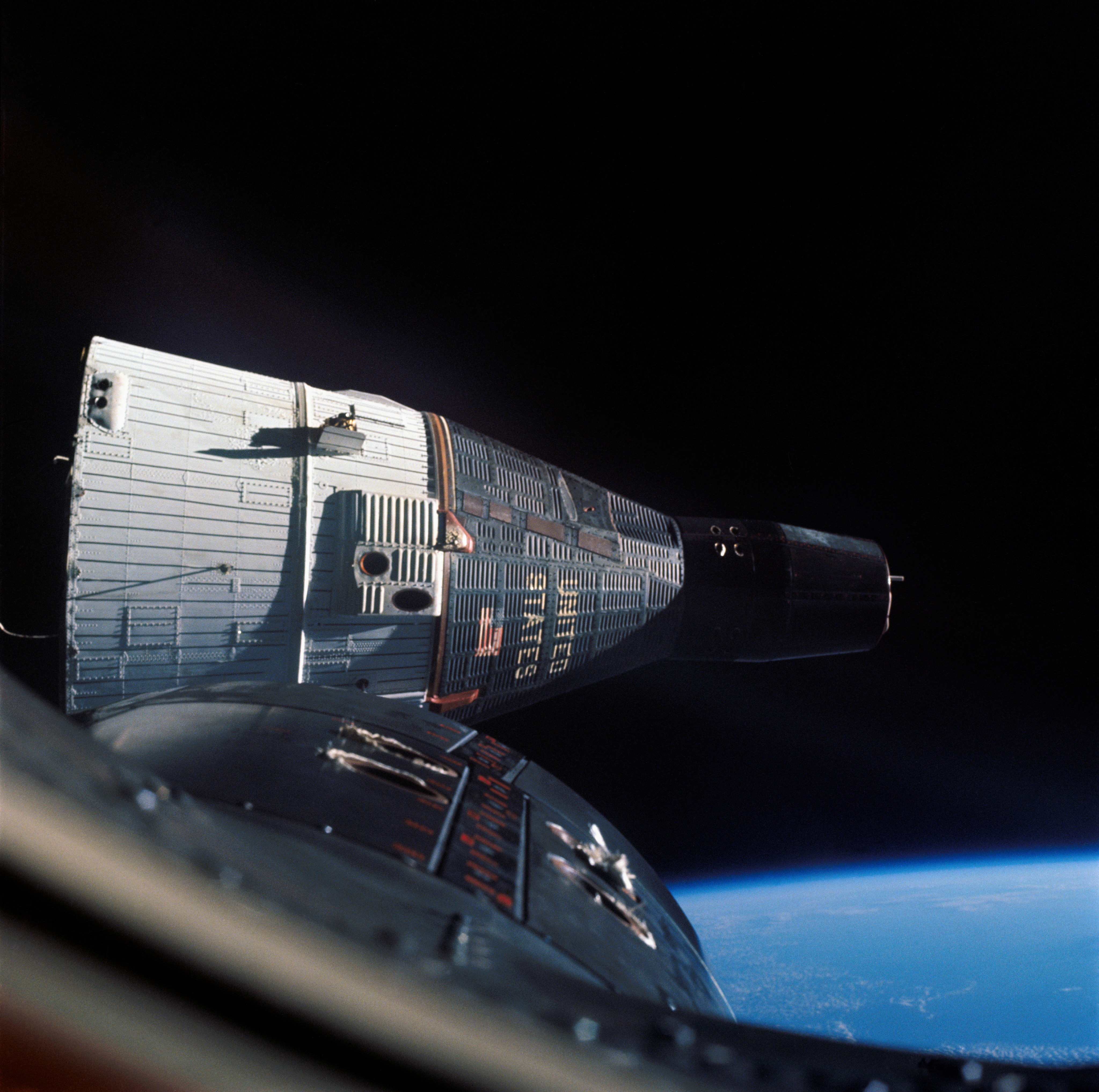
Rendez-vous spatial entre les vaisseaux Gemini 6A et Gemini 7

Un rendez-vous spatial, en astronautique, est une rencontre organisée dans l'espace entre engins spatiaux, ou entre un engin spatial et un objet céleste à une vitesse relative nulle ou très faible. S'il s'agit d'un rendez-vous entre deux engins spatiaux habités et que ceux-ci s'amarrent l'un à l'autre, il peut y avoir mise en communication entre les espaces pressurisés ce qui nécessite de disposer d'un système de sas étanche.
Le rendez-vous spatial nécessite de réaliser des manœuvres complexes qui doivent aboutir dans un minimum de temps sans consommation excessive de la réserve d'ergols encore disponible. La réussite d'un rendez-vous orbital passe notamment par le choix d'une fenêtre de lancement du vaisseau "chasseur" permettant de placer celui-ci dans un plan orbital proche de sa cible et par un calcul très précis des positions et vitesses des deux vaisseaux. La mise au point de la technique du rendez-vous orbital est effectuée  dans le cadre du programme Gemini. L'objectif de celui-ci est de permettre la réalisation du rendez-vous en orbite lunaire nécessaire à la réussite des missions du programme Apollo.
Le premier rendez-vous spatial a été réalisé le 15 décembre 1965 par l'astronaute Walter M. Schirra, commandant de Gemini 6, avec le vaisseau Gemini 7. Après cette date, les rendez-vous et les amarrages ont constitué pour les Américains l'étape décisive des expéditions sur la Lune (missions Apollo, 1969-1972). Et depuis les années 1970, ils sont régulièrement réalisés dans le cadre d'opérations de ravitaillement ou de relève d'équipages des stations spatiales. Alors que les soviétiques ont privilégié les rendez-vous automatiques, applicables à des engins sans équipage, la NASA en a confié la responsabilité aux équipages. 
Depuis 2011, la Chine est la troisième nation à organiser des rendez-vous et amarrages avec des stations spatiales. 

## Historique
Peu de temps après le premier vol d'un homme dans l'espace réalisé par Youri Gagarine le 12 avril 1961, les responsables et ingénieurs des deux puissances spatiales de l'époque, l'Union soviétique et les États-Unis, constatent que la réalisation d'un programme spatial ambitieux nécessite la maitrise des techniques permettant à deux engins spatiaux de s'approcher l'un de l'autre pour s'amarrer. Cette technique devient en particulier incontournable pour l'agence spatiale américaine, la NASA, lorsque celle-ci opte en novembre 1962 pour la solution du rendez-vous en orbite lunaire pour son programme Apollo. Dans ce scénario deux des trois membres d'équipage descendent sur le sol lunaire dans un vaisseau spécialisé, le module lunaire Apollo, puis une fois leur mission achevée, remontent en orbite à bord de ce même module pour aller s'amarrer au vaisseau principal au terme d'une manœuvre de rendez-vous spatial. Cette solution a été adoptée avec réticence par l'agence car l'équipage pourrait être condamné en cas de manœuvres erronées, compte tenu de la faible quantité d'ergols disponible pour réaliser le rendez-vous. À la suite de cette décision le programme Gemini est lancé pour mettre au point les techniques de rendez-vous spatial.

### Premiers essais

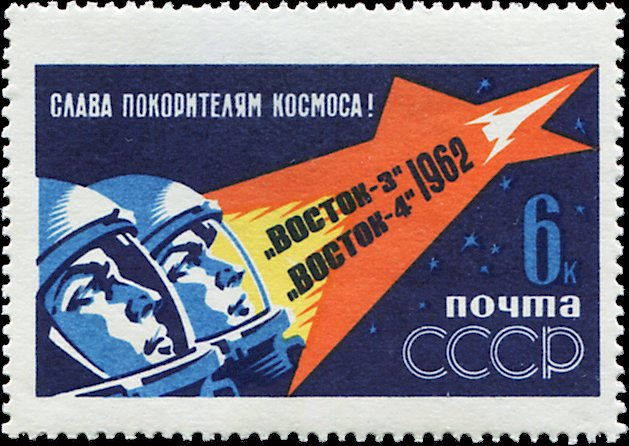
En 1962, alors que la course à l'espace est lancée entre les Américains et les Soviétiques, ces derniers lancent à quelques heures de décalage deux vaisseaux Vostok. La nouvelle fait sensation (ici commémorée par un timbre-poste soviétique). Toutefois, il ne s'agit nullement d'un véritable rendez-vous mais d'un simple vol groupé.

En 1962 puis en 1963, l'Union soviétique lance quasi simultanément une paire de vaisseaux spatiaux, Vostok 3 et 4 puis Vostok 5 et 6. Les lanceurs fonctionnent dans les deux cas à la perfection et les deux vaisseaux suivent une orbite presque identique qui leur permet de se rapprocher à 5 ou 6,5 km l'un de l'autre. Il ne s'agit pas là encore d'un vrai rendez-vous spatial car les deux vaisseaux n'ont aucune capacité de manœuvre et leur rapprochement résulte uniquement d'une parfaite synchronisation des deux lancements.
Le vaisseau américain Gemini dispose, lui, d'un système de propulsion permettant de manœuvrer dans l'espace. Ainsi le 23 mars, lors du vol Gemini 3, Virgil Grissom devient le premier homme à procéder à un changement d'orbite. Le 3 juin, son collègue James McDivitt tente à bord de Gemini 4 la première manœuvre de rendez-vous spatial. En utilisant ses moteurs-fusées, il essaie de se rapprocher au plus près du dernier étage de la fusée Titan II qui l'a placé en orbite peu auparavant. Sans succès. 
Le 21 août, les astronautes de Gemini 5 tentent une opération similaire. Après deux heures de vol, ils éjectent de l'arrière de leur vaisseau un petit engin émettant des signaux radio, le "REP". Gordon Cooper tente d'amorcer la procédure de rendez-vous mais une baisse de pression dans une des piles à combustible l'oblige à annuler la manœuvre.
Les astronautes de l'époque sont recrutés parmi les pilotes d'essais expérimentés mais McDivitt et Cooper utilisent leurs réflexes d'aviateurs alors que les techniques de pilotage d'un avion ne sont pas adaptées aux règles de la mécanique spatiale. C'est pourquoi aucun d'eux ne parvient à atteindre son objectif.

### Premier rendez-vous

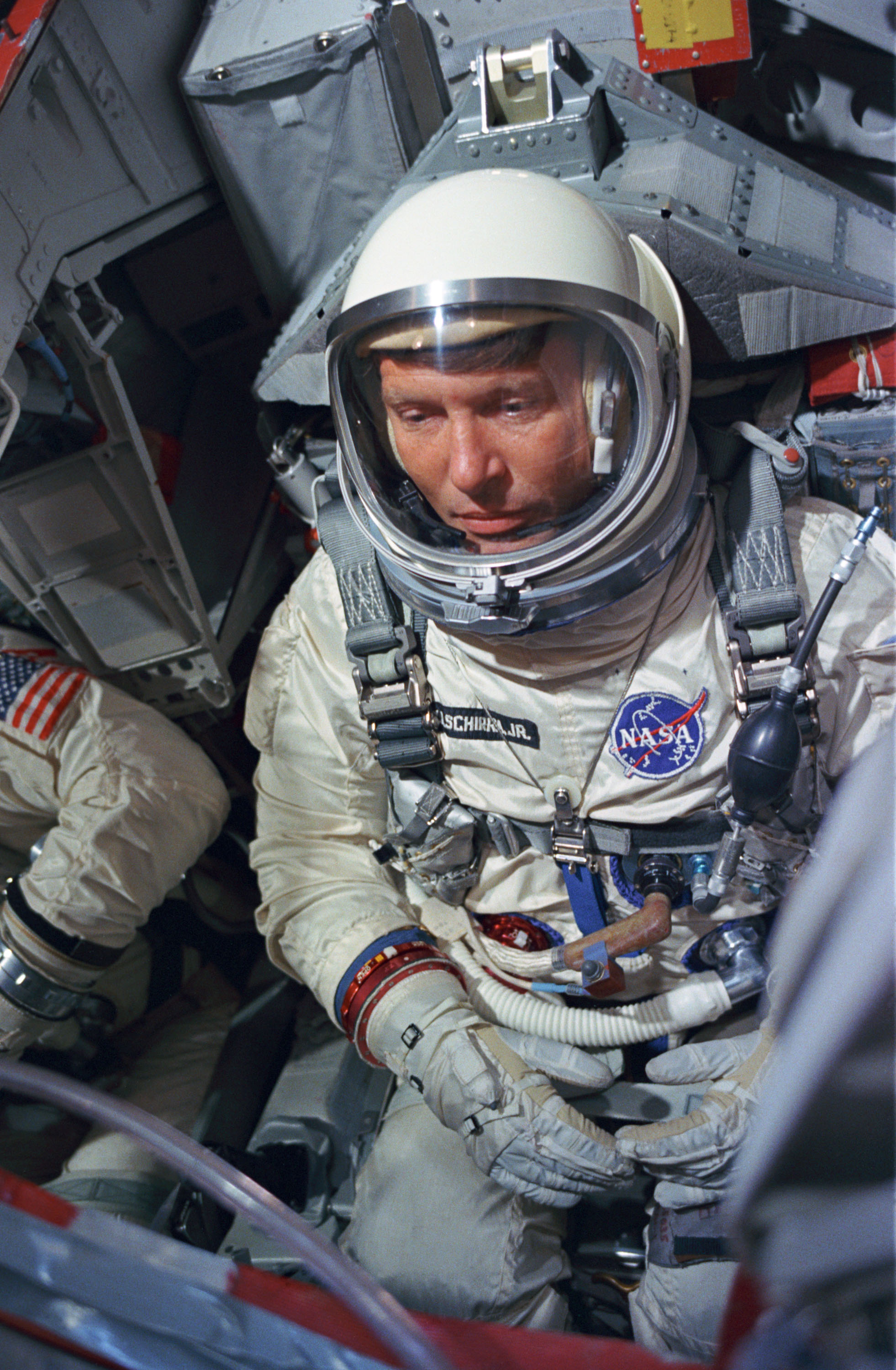
Le 15 décembre 1965, Walter Schirra réalise le premier rendez-vous spatial.

Le premier rendez-vous spatial est à nouveau un rendez-vous manqué. Le 25 octobre 1965, une fusée Agena doit servir de cible au vaisseau Gemini 6, habité par Walter Schirra et Thomas Stafford, qui doit être lancé peu après elle. Le plan de vol prévoit non seulement un rendez-vous mais un arrimage. Mais Agena explose six minutes après son décollage et la mission Gemini 6 est reportée. Le 4 décembre, avant qu'elle n'ait pu décoller à cause d'un nouvel incident technique, Gemini 7 s'envole pour l'espace avec Frank Borman et James Lovell à son bord. Ils partent pour un vol longue durée : deux semaines. Et c'est finalement le 15 que Schirra et Stafford décollent à leur tour, avec pour mission de se rapprocher au plus près de leurs collègues.
Schirra réussit à approcher Gemini 6 à moins de 30 cm de Gemini 7 et durant vingt minutes, les deux engins spatiaux restent en formation en maintenant cette distance. Il déclarera plus tard : « Quelqu'un m'a dit… si vous vous approchez de 5 km ce sera un rendez-vous. Or ce n'est là que le début du travail ! Un rendez-vous n'est réussi que lorsque le déplacement relatif des deux véhicules est nul et que la distance entre les deux engins a été réduite à moins de 40 mètres. Une fois cet objectif rempli, la manœuvre de rendez-vous relève du simple maintien de position : vous pouvez jouer avec la distance comme si vous étiez dans une automobile, un avion ou sur une planche à roulette. »
Après cette mission, et sauf incident rare, tous les rendez-vous spatiaux seront suivis d'amarrages. Une exception cependant en février 1995 : le rendez-vous entre la navette spatiale américaine Discovery et la station orbitale soviétique Mir (mission STS-63).

### Premiers amarrages

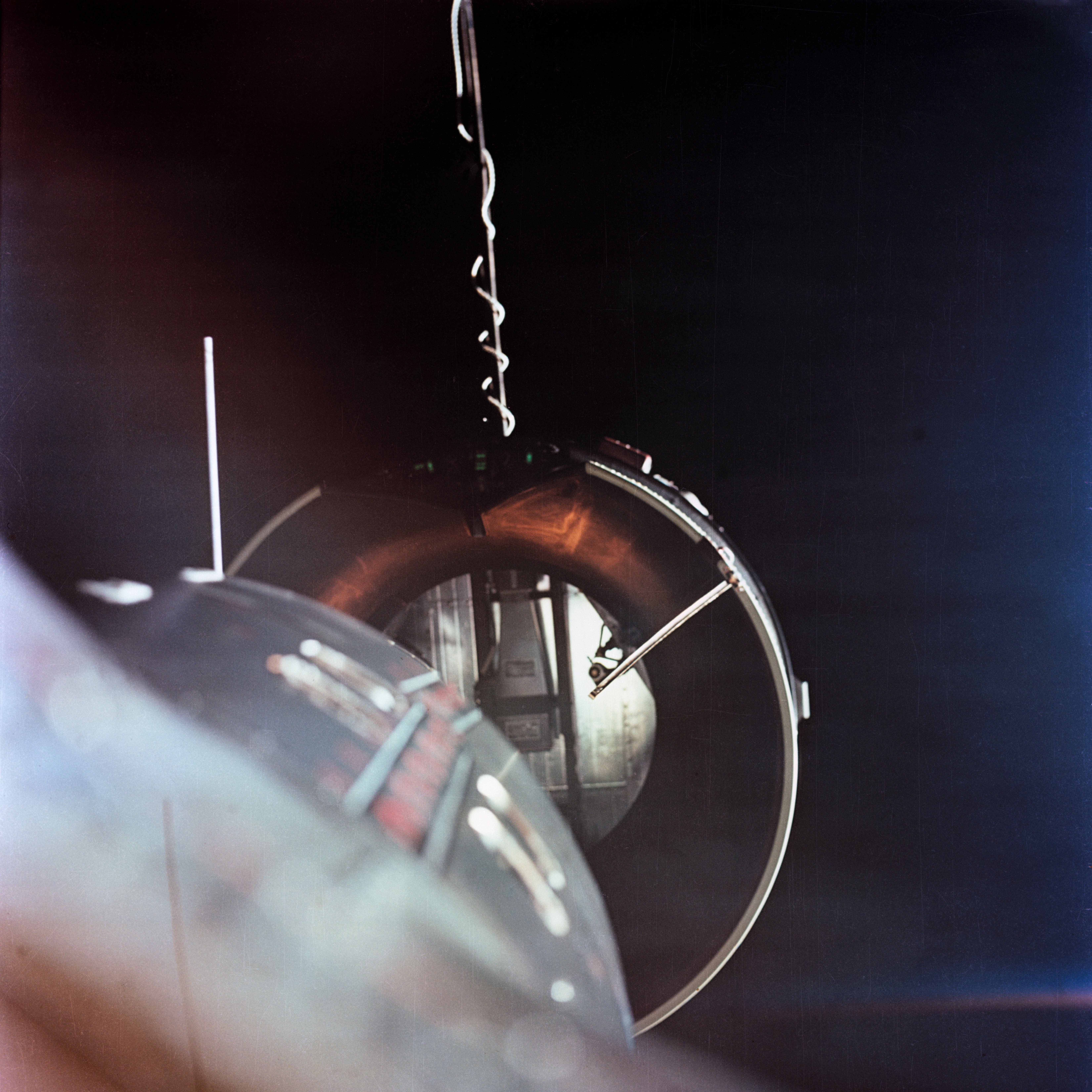
Le premier amarrage spatial : Gemini 8 et Agena 8, en 1966.

Le 16 mars 1966, Neil Armstrong réussit le premier amarrage de deux engins dans l'espace en accouplant son vaisseau Gemini 8 à un étage de la fusée Agena 8, lancée peu auparavant. D'autres amarrages sont effectués avec succès entre juillet et novembre 1966 (vols Gemini 10 à 12).
Le 30 octobre 1967, les Soviétiques réussissent le premier rendez-vous et la première jonction entre deux vaisseaux inhabités Cosmos 186 et Cosmos 188. 
Leur premier essai d'amarrage manuel est tenté en octobre 1968 par Gueorgui Beregovoï à bord de Soyouz 3 mais celui-ci ne parvient pas à se fixer au vaisseau inhabité Soyouz 2. Il s'en approche de 30 cm avant de renoncer par crainte de manquer de carburant pour les manœuvres de retour sur Terre. Ce sont finalement Soyouz 4 et 5 qui, le 16 janvier 1969, réussissent un amarrage au terme duquel a lieu un transfert d'équipage par sortie extravéhiculaire.
En mai 1969, les astronautes d'Apollo 10 réussissent le premier rendez-vous et le premier amarrage en orbite lunaire. Le succès de leur mission donne le feu vert au premier débarquement de l'homme sur la Lune, deux mois plus tard (mission Apollo 11).
Le premier rendez-vous entre deux engins spatiaux appartenant à deux nations différentes a lieu le 17 juin 1975 entre un vaisseau Apollo et un vaisseau Soyouz (projet Apollo-Soyouz).
Le premier amarrage impliquant plus de deux engins a lieu en janvier 1978 lorsque Soyouz 27 gagne la station spatiale Saliout 6, à laquelle Soyouz 26 était fixé depuis un mois.

## Méthodes de rendez-vous orbital
Le rendez-vous orbital entre deux vaisseaux est contraint par les règles de la mécanique orbitale. Son déroulement est complexe et nécessite à la fois du temps et une quantité d'ergols qui peut rapidement excéder les réserves disponibles si les manœuvres ne sont pas exécutées avec une grande précision. Plusieurs techniques ont été mises au point.

### Mécanique orbitale
La manœuvre de rendez-vous orbital implique deux vaisseaux : le vaisseau chassé qui, généralement, ne manœuvre pratiquement pas, et le vaisseau chasseur qui, lui, doit modifier son orbite pour s'amarrer au vaisseau chassé. Les déplacements en orbite ne subissent pas les mêmes lois qu'à la surface de la Terre : la mécanique orbitale impose plusieurs contraintes :
- La période de révolution d'un satellite dépend de son altitude. La durée d'une orbite s'accroit avec l'altitude.
- Cette contrainte est utilisée pour permettre au vaisseau chasseur de rattraper le vaisseau chassé. En abaissant son altitude, le chasseur diminue la distance angulaire avec le chassé. S'il a dépassé le chassé, il lui suffit d'augmenter son altitude pour que celui-ci le rattrape. Le vaisseau situé plus bas a une vitesse angulaire plus élevée, non seulement parce que la distance à parcourir est plus faible, mais également parce que sa vitesse orbitale est plus élevée.
- La méthode la plus efficace pour effectuer une manœuvre orbitale est le recours à une Orbite de transfert de Hohmann : pour relever l'apogée d'une orbite, la propulsion est utilisée à un point situé à 180° de l'apogée. La poussée est exercée dans la direction du vol.
- Pour que le rendez-vous orbital ait lieu, il faut que les deux vaisseaux circulent dans le même plan orbital. La modification du plan orbital est une manœuvre très coûteuse : par exemple, si un vaisseau est lancé en orbite basse avec une inclinaison orbitale de 28° et qu'il doit rejoindre une orbite géostationnaire (inclinaison orbitale à 0° et altitude de 36 000 kilomètres), il doit dépenser autant de carburant que s'il voulait hisser son orbite jusqu'à la Lune (altitude 350 000 kilomètres). Dans la mesure du possible, le vaisseau chasseur sera placé sur un plan orbital proche du chassé. Si une modification du plan orbital du chasseur doit être effectuée, la manœuvre doit être réalisée là où les plans orbitaux des deux vaisseaux se croisent.

### Déroulement d'un rendez-vous orbital
Un rendez-vous orbital se déroule en plusieurs étapes :
- l'engin chasseur est d'abord mis en orbite à une altitude compatible avec le vaisseau cible. Puis lorsque l'orbite est stabilisée, il arrive que les deux engins soient séparés par un arc de cercle, c'est-à-dire qu'un vaisseau a de l'avance sur l'autre. Il est alors nécessaire de placer l'engin chasseur sur une orbite elliptique afin qu'il gagne ou perde de l'avance sur l'engin cible. On dit que c'est l'orbite de "transfert".
- lorsque les deux engins sont assez proches (~5 km), au moment du rendez-vous, la vitesse relative des deux engins doit être nulle. Pour cela on doit effectuer une poussée rétrograde (c'est-à-dire dans le sens opposé au vecteur vitesse). Lorsque la vitesse relative des deux engins et la distance qui les sépare est assez faible, le rendez-vous est terminé. Si les deux engins doivent se rapprocher on le fera simplement en les "poussant" l'un vers l'autre.
- toutefois, pour que deux objets restent de façon durable sur la même orbite leurs vitesses doivent être exactement les mêmes (vitesse relative nulle). Par exemple : si l'un des deux objets acquiert 1 m/s de différence avec l'autre engin, en l'espace d'une révolution orbitale (90 min pour la Station spatiale internationale) les deux engins seront séparés de plus de 5 km.
- de plus, en orbite, une accélération dans le sens de la trajectoire engendre mécaniquement une augmentation de l'altitude du fait de la force centrifuge, alors qu'à l'inverse un ralentissement dans le sens de la trajectoire engendre une perte d'altitude. Donc une fois les deux engins assez proches il faut corriger la vitesse tangentielle mais aussi radiale.